# Germania Est ai Giochi della XXI Olimpiade
La Germania Est partecipò ai Giochi della XXI Olimpiade che si sono svolti a Montréal dal 17 luglio al 1º agosto 1976, con una delegazione di 267 atleti impegnati in 17 discipline per un totale di 139 competizioni.  Portabandiera nella cerimonia d'apertura fu il marciatore Hans-Georg Reimann, già medaglia di bronzo a Monaco di Baviera 1972, alla sua quarta Olimpiade.
Il bottino della squadra fu di 90 medaglie: 40 d'oro, 25 d'argento e altrettante di bronzo, raddoppiando il numero di medaglie d'oro dell'edizione precedente e raggiungendo il secondo posto nel medagliere complessivo, superando gli Stati Uniti, preceduta dalla sola Unione Sovietica. Straordinarie furono le prestazioni ottenute dalle atlete della Germania Est, capaci di aggiudicarsi 11 medaglie d'oro su 13 nel nuoto e 9 su 14 nell'atletica leggera. Nei medaglieri per disciplina, la Germania Est risultò al primo posto nell'atletica, nel canottaggio e nel tiro; vinse inoltre il torneo di calcio. Il maggior bottino individuale fu ottenuto dalla nuotatrice Kornelia Ender, prima donna a vincere quattro medaglie d'oro in una singola edizione dei giochi.

## Medaglie
| Medaglia | Nome | Sport              | Evento                       |
| -------- | --- | ------------------ | ---------------------------- |
| Oro      | Udo Beyer | Atletica leggera   | Getto del peso               |
| Oro      | Waldemar Cierpinski | Atletica leggera   | Maratona                     |
| Oro      | Bärbel Eckert | Atletica leggera   | 200 metri                    |
| Oro      | Johanna Schaller | Atletica leggera   | 100 m ostacoli               |
| Oro      | Marlies Oelsner Renate Stecher Carla Bodendorf Bärbel Eckert | Atletica leggera   | Staffetta 4×100 metri        |
| Oro      | Doris Maletzki Brigitte Rohde Ellen Streidt Christina Brehmer | Atletica leggera   | Staffetta 4×400 metri        |
| Oro      | Rosemarie Ackermann | Atletica leggera   | Salto in alto                |
| Oro      | Angela Voigt | Atletica leggera   | Salto in lungo               |
| Oro      | Evelin Schlaak | Atletica leggera   | Lancio del disco             |
| Oro      | Ruth Fuchs | Atletica leggera   | Lancio del giavellotto       |
| Oro      | Hans-Ulrich Grapenthin Wilfried Gröbner Jürgen Croy Gerd Weber Hans-Jürgen Dörner Konrad Weise Lothar Kurbjuweit Reinhard Lauck Gert Heidler Reinhard Häfner Hans-Jürgen Riediger Bernd Bransch Martin Hoffmann Gerd Kische Wolfram Löwe Hartmut Schade Dieter Riedel | Calcio             | Torneo maschile              |
| Oro      | Klaus-Jürgen Grünke | Ciclismo           | Km da fermo                  |
| Oro      | Rüdiger Helm | Canoa/kayak        | K1 1000 m                    |
| Oro      | Joachim Mattern Bernd Olbricht | Canoa/kayak        | K2 500 m                     |
| Oro      | Carola Zirzow | Canoa/kayak        | K1 500 m                     |
| Oro      | Wolfgang Güldenpfennig Rüdiger Reiche Karl-Heinz Bußert Michael Wolfgramm | Canottaggio        | Quattro di coppia            |
| Oro      | Wolfgang Gunkel Jörg Lucke Klaus-Dieter Neubert | Canottaggio        | Due con                      |
| Oro      | Jörg Landvoigt Bernd Landvoigt | Canottaggio        | Due senza                    |
| Oro      | Harald Jährling Friedrich-Wilhelm Ulrich Georg Spohr | Canottaggio        | Due con                      |
| Oro      | Siegfried Brietzke Andreas Decker Stefan Semmler Wolfgang Mager | Canottaggio        | Quattro senza                |
| Oro      | Bernd Baumgart Gottfried Döhn Werner Klatt Hans-Joachim Lück Dieter Wendisch Roland Kostulski Ulrich Karnatz Karl-Heinz Prudöhl Karl-Heinz Danielowski | Canottaggio        | Otto                         |
| Oro      | Christine Scheiblich | Canottaggio        | Singolo                      |
| Oro      | Anke Borchmann Jutta Lau Viola Poley Roswietha Zobelt Liane Weigelt | Canottaggio        | Quattro di coppia            |
| Oro      | Karin Metze Bianka Schwede Gabriele Lohs Andrea Kurth Sabine Heß | Canottaggio        | Quattro con                  |
| Oro      | Viola Goretzki Christiane Knetsch Ilona Richter Brigitte Ahrenholz Monika Kallies Henrietta Ebert Helma Lehmann Irina Müller Marina Wilke | Canottaggio        | Otto                         |
| Oro      | Kornelia Ender | Nuoto              | 100 stile libero             |
| Oro      | Kornelia Ender | Nuoto              | 200 stile libero             |
| Oro      | Petra Thümer | Nuoto              | 400 stile libero             |
| Oro      | Petra Thümer | Nuoto              | 800 stile libero             |
| Oro      | Ulrike Richter | Nuoto              | 100 dorso                    |
| Oro      | Ulrike Richter | Nuoto              | 200 dorso                    |
| Oro      | Hannelore Anke | Nuoto              | 100 rana                     |
| Oro      | Kornelia Ender | Nuoto              | 100 farfalla                 |
| Oro      | Andrea Pollack | Nuoto              | 200 farfalla                 |
| Oro      | Ulrike Tauber | Nuoto              | 400 misti                    |
| Oro      | Ulrike Richter Hannelore Anke Andrea Pollack Kornelia Ender | Nuoto              | 4x100 misti                  |
| Oro      | Jochen Bachfeld | Pugilato           | Pesi Welter                  |
| Oro      | Uwe Potteck | Tiro               | Pistola 50 m                 |
| Oro      | Norbert Klaar | Tiro               | Pistola 25 m                 |
| Oro      | Jochen Schümann | Vela               | Classe Finn                  |
| Argento  | Manfred Kokot Jörg Pfeifer Klaus-Dieter Kurrat Alexander Thieme | Atletica leggera   | Staffetta 4×100 metri        |
| Argento  | Hans-Georg Reimann | Atletica leggera   | Marcia 20 km                 |
| Argento  | Wolfgang Schmidt | Atletica leggera   | Lancio del disco             |
| Argento  | Renate Stecher | Atletica leggera   | 100 metri                    |
| Argento  | Christina Brehmer | Atletica leggera   | 400 metri                    |
| Argento  | Gunhild Hoffmeister | Atletica leggera   | 1500 metri                   |
| Argento  | Christine Laser | Atletica leggera   | Pentathlon                   |
| Argento  | Sabine Jahn Petra Boesler | Canottaggio        | Due di coppia                |
| Argento  | Angelika Noack Sabine Dähne | Canottaggio        | Due senza                    |
| Argento  | Carola Dombeck | Ginnastica         | Volteggio                    |
| Argento  | Hans-Dieter Brüchert | Lotta libera       | Pesi piuma                   |
| Argento  | Petra Priemer | Nuoto              | 100 stile libero             |
| Argento  | Birgit Treiber | Nuoto              | 100 dorso                    |
| Argento  | Birgit Treiber | Nuoto              | 200 dorso                    |
| Argento  | Andrea Pollack | Nuoto              | 100 farfalla                 |
| Argento  | Ulrike Tauber | Nuoto              | 200 farfalla                 |
| Argento  | Petra Priemer Kornelia Ender Claudia Hempel Andrea Pollack | Nuoto              | Staffetta 4x100 stile libero |
| Argento  | Gabriele Badorek Hannelore Burosch Roswitha Krause Waltraud Kretzschmar Evelyn Matz Liane Michaelis Eva Paskuy Kristina Richter Christina Rost Silvia Siefert Marion Tietz Petra Uhlig Christina Voß Hannelore Zober                                                  | Pallamano          | Torneo femminile             |
| Argento  | Richard Nowakowski | Pugilato           | Pesi Piuma                   |
| Argento  | Gerd Bonk | Sollevamento pesi  | Pesi Super-massimi           |
| Argento  | Harald Vollmar | Tiro               | Pistola 50 m                 |
| Argento  | Jürgen Wiefel | Tiro               | Pistola 25 m                 |
| Argento  | Christa Köhler | Tuffi              | Trampolino 3 m               |
| Bronzo   | Frank Baumgartl | Atletica leggera   | 3000 siepi                   |
| Bronzo   | Peter Frenkel | Atletica leggera   | Marcia 20 km                 |
| Bronzo   | Frank Wartenberg | Atletica leggera   | Salto in lungo               |
| Bronzo   | Renate Stecher | Atletica leggera   | 200 metri                    |
| Bronzo   | Ellen Streidt | Atletica leggera   | 400 metri                    |
| Bronzo   | Elfi Zinn | Atletica leggera   | 800 metri                    |
| Bronzo   | Ulrike Klapezynski | Atletica leggera   | 1500 metri                   |
| Bronzo   | Gabriele Hinzmann | Atletica leggera   | Lancio del disco             |
| Bronzo   | Burglinde Pollak | Atletica leggera   | Pentathlon                   |
| Bronzo   | Rüdiger Helm | Canoa/kayak        | K1 500 m                     |
| Bronzo   | Frank-Peter Bischof Bernd Duvigneau Rüdiger Helm Jürgen Lehnert | Canoa/kayak        | K4 1000 m                    |
| Bronzo   | Carola Zirzow Bärbel Köster | Canoa/kayak        | K2 500 m                     |
| Bronzo   | Jürgen Geschke | Ciclismo           | Velocità individuale         |
| Bronzo   | Thomas Huschke | Ciclismo           | Inseguimento individuale     |
| Bronzo   | Joachim Dreifke | Canottaggio        | Singolo                      |
| Bronzo   | Hans-Ulrich Schmied Jürgen Bertow | Canottaggio        | Due di coppia                |
| Bronzo   | Roland Bruckerner Rainer Hanschke Bernd Jager Wolfgang Klotz Lutz Mack Michael Nikolay | Ginnastica         | Concorso a squadre           |
| Bronzo   | Michael Nikolay | Ginnastica         | Cavallo con maniglie         |
| Bronzo   | Carola Dombeck Gitta Escher Kerstin Gerschau Angelika Hellmann Marion Kische Steffi Kräker | Ginnastica         | Concorso a squadre           |
| Bronzo   | Roland Matthes | Nuoto              | 100 dorso                    |
| Bronzo   | Rosemarie Gabriel | Nuoto              | 200 farfalla                 |
| Bronzo   | Heinz-Helmut Wehling | Lotta greco-romana | Pesi leggeri                 |
| Bronzo   | Peter Wenzel | Sollevamento pesi  | Pesi medi                    |
| Bronzo   | Helmut Losch | Sollevamento pesi  | Pesi super-massimi           |
| Bronzo   | Dieter Below Michael Zachries Olaf Engelhardt | Vela               | Classe Soling                |